# Аарон
Ааро́н (ивр. אַהֲרֹן‎, Арон; «высокий», «гора», «гора света», «учитель», «просвещённый», аналог широко распространённого на Востоке имени Гарун, араб.  هارون ‎) — в библейском Пятикнижии старший (на три года) брат Моисея и его сподвижник при освобождении евреев из египетского рабства, первый еврейский первосвященник. Сын Амрама и Иохаведы из колена Левия.
В исламе почитается под именем Харуна ибн Имрана, брата Мусы.

## Аарон в Торе
Библия отводит Аарону второстепенную роль по сравнению с Моисеем. Аарон выступал «устами» Моисея перед Израилем и фараоном, творил чудеса перед фараоном (в частности, Ааронов жезл превратился в змея, а затем поглотил змеев, в которых превратились жезлы египетских волхвов) и вместе с Моисеем участвовал в ниспослании некоторых из десяти египетских казней.
После построения скинии Аарон был помазан в первосвященники с тем, чтобы первосвященническое достоинство в роду его передавалось по наследству от отца к сыну по старшей линии. Все остальные прямые потомки должны были быть священниками (Исх. 28, 29, 40, Лев. 8—10).
Он был первым первосвященником и основателем единственного законного рода еврейских священнослужителей — коэнов. Священнический сан стал наследственным в его роде — против чего безуспешно восстал Корей, представитель левитов, со своими сообщниками. Избрание Аарона подтвердил Бог, когда его жезл чудесным образом расцвёл. Во время богослужения Аарон и его сыновья давали народу Аароново благословение. Аарон был также верховным судиёй Израиля и учителем народа. Во время пребывания Моисея на Синае Аарон, соблазняемый народом, сделал для него золотого тельца и за это народ был поражён Господом (Исх. 32:35).
В Библии особенно отмечаются в характере Аарона черты примирительности, кротости и мягкости.
У Аарона было от жены его Елисаветы (Элишевы), дочери Аминадава, четверо сыновей, из них двое старших, Надав и Авиуд (Авиху), погибли при жизни отца (были испепелены огнём), ослушавшись Бога, а первосвященнический сан перешёл к третьему сыну его, Елеазару (Эла́зару); младшего звали Ифамар (Итамар). Господь призвал на служение Аарона в возрасте 83 лет, он умер 123 лет от роду, в 40-м году по Исходе евреев из Египта на горе Ор, находящейся на юге от Израиля (Чис. 33:38), эта местность, как считают исследователи, расположена вблизи древнего идумейского города, носившего впоследствии греческое название Петра (см. Могила Аарона). Народ оплакивал Аарона 30 дней.

## В религиях

### В иудаизме
Раввинистическая литература, в частности агада, прославляет Аарона как великого миролюбца и миротворца, в отличие от непреклонного Моисея. Одно из преданий утверждает даже, что по нему Израиль горевал больше, чем по Моисею. Кротостью объясняется и его поведение с золотым тельцом. В пример ставится твёрдость его духа при гибели сыновей.
В каббале раскрывается соответствие Аарона и сфиры ход.

### В христианстве
Потомками Аарона были отец и мать Иоанна Крестителя праведные Захария (так как он был священником) и Елисавета (Лк. 1:5). Апостол Павел говорит о том, что священство Аарона преходяще, «ибо с ним сопряжён закон» (Евр. 7:11), ему на смену идёт Иисус Христос — священник по чину Мелхиседека. В православии Аарона вспоминают в Неделю святых праотец, ряд месяцесловов отмечает его память 20 июля вместе с днём Ильи-пророка и ряда других ветхозаветных пророков. Западная (католическая) церковь отмечает память Аарона — 1 июля, коптская — 28 марта.

### В исламе
В исламе Аарон почитается под именем Харуна ибн Имрана, брата Мусы. Как и в Библии, отмечаются черты его характера — Аарон имеет прозвище Абул-Фарадж («отец утешения»). Мусульмане почитают могилу Аарона на горе Аарона (на арабском Джебль-неби-Харун, то есть Гора пророка Аарона).

## В искусстве
В раннехристианском искусстве Аарон нередко изображался юношей в античных одеждах (как, например, на мозаиках церкви Санта-Мария-Маджоре в Риме, 432−440 годы). Классическая христианская иконография Аарона сложилась к X веку — седовласый, длиннобородый старец, в одеждах первосвященника, с жезлом (порой расцветшим) и кадилом (или ларцом) в руках, на голове у него своеобразный головной убор — тюрбан или папская тиара, на груди наперсник с драгоценными камнями. Такие изображения Аарона, входящие в композиции на библейские темы, можно встретить, например, в росписях и скульптуре готических храмов.
Изображение Аарона есть в алтарной части Киевской Софии. В византийском и древнерусском искусстве изображение Арона иногда встречается в иконах богородичного цикла («Богоматерь Неопалимая Купина», «Похвала Богоматери»). С середины XVI века изображение Аарона встречалось обычно в составе пророческого ряда иконостасов.
Распространённые изобразительные сюжеты:
- Восстание Корея
- Расцветший жезл